# Tivela floridana
Tivela floridana är en musselart som beskrevs av Alfred Rehder 1939. Tivela floridana ingår i släktet Tivela och familjen venusmusslor. Inga underarter finns listade i Catalogue of Life.